# Topnøgle
En topnøgle er en fastnøgle, der bruges til at spænde møtrikker med. Et topnøgle laves typisk ved at sætte en løs top på f.eks. en skraldenøgle eller et glidegreb. Et topnøglesæt består af løse toppe i flere størrelser samt skraldenøgle, glidegreb og evt. kardanled og forlængere.
Topnøglen bruges f.eks. når møtrikken sidder i en fordybning, og en normal fastnøgle eller skiftenøgle derfor ikke kan bruges. Er fordybningen stor, skal der bruges en forlænger eller alternativt en rørnøgle.
Skraldetopnøglen med udskiftelige løse toppe blev opfundet af amerikaneren J.J. Richardson, of Woodstock, Vermont. Værktøjet blev patenteret (Pat. No. 38,914) via Scientific American Patent Agency den 16. juni, 1863. Den første illustration af værktøjet stammer fra apilnummeret af Scientific American fra 1864.